# 中南海业余大学
39°55′33″N 116°24′14″E / 39.925796°N 116.403826°E
中南海业余大学，又称北京中南海业余大学，是一所为党政机关培养信息安全、办公自动化专业技术人才的成人高等院校，隶属中共中央办公厅。1993年后，与北京电子科技学院合署办公。

## 历史沿革
1948年春，中共中央主席毛泽东在河北省平山县西柏坡成立中央直属机关业余学校。当时中央领导为此作了专门研究，决定由中共中央书记处五大书记之一的刘少奇兼任校长，具体教务工作由宣教科刘火负责，课程有政治理论及语文、数学等文化课，无专职教师，聘请文化理论水平高的干部任教。
1949年，中共中央进驻北平中南海。该校教学工作交给警卫局，警卫局用中南海分散闲置的老旧平房作为教室，对外称中南海机关文化学校。中华人民共和国成立后，中南海内单位增加，工作人员文化程度不一，需要开设许多课程和班级，领导乃从华北人民革命大学结业的学员里调来十余位有大学、专科学历的青年任教。1953年时，学员共900多人，校长是毛泽东办公室党支部书记、中央警卫局副局长王敬先，副校长是警卫局宣教科长马达，当时该校开办初中和小学文化课程，加上速成识字共26个班。由于中共中央直属机关委员会规定，不够中学文化水平的工作人员一律到该校学习，所以在中南海办公的中央直属机关如中共中央办公厅、中共中央军委、中共中央宣传部、警卫局、秘书局、机要室等单位都有工作人员入学，其中警卫局人员最多。在中南海办公的国务院及其系统另有规模庞大的业余学校，但教学地点不在中南海。
1950年代末，该校半数学员达到初中毕业文化水平，需要上高中。这时该校课程却减少，学员也减至400多人。当时中共中央军委、中共中央宣传部机关迁出了中南海，而中南海内其他机关也因1955年、1957年、1959年三次机关整风整编，工作人员减少。校长王敬先因常随毛泽东出差而无暇过问校务，副校长马达已调到新疆工作，正副教导主任及许多教职人员陆续离职，教员仅剩5人，无力办高中。
1960年初，毛泽东得知上述情况后，指示警卫局领导，要办一所名副其实的完全中学：（一）一定要重视和搞好业余文化教育工作，由汪东兴局长兼校长，（二）要增加教员，把业余学校办成完全中学，和普通中学一样，开设文、史、地、数、理、化、生物、生理卫生、外语、政治十门课程，外语课必须有，历史课要多讲一点，（三）中学的课程讲完后，要接着办业余大学，（四）由他自己任名誉校长，亲自审批每年的教学计划和总结。他还派秘书胡乔木来校与教员一起研究古典文学的教学方法。当时该校已从怀仁堂对面的四合院迁入南海边的政事堂，离毛泽东住地很近。
为落实毛泽东指示，机关调来四位教员，增开三门高中课程，另聘两位兼课教师，分别开大学历史班（北京大学老师讲授）、普通英语班（警卫局办公室的干部孙守民讲授）。
文化大革命冲击了中南海机关的文教工作，该校停办。1978年中共十一届三中全会后，由胡耀邦倡议恢复，1981年正式成立了中南海文化补习学校，给中学未毕业的人员补习高中课程。1983年，开办中南海业余大学，设秘书系等学科。1985年第一批学生毕业典礼前夕，胡耀邦为学校题写校名。
1988年时，中南海业余大学参与组建首都联合职工大学。1993年该校又从首都联合职工大学独立出来，再度恢复为中南海业余大学。1993年，中共中央办公厅决定将中南海业余大学并入北京电子科技学院，合署办公。2007年，中南海业余大学被教育部红牌警告，不得安排招生。截至2021年9月30日，据教育部网站显示，中南海业余大学仍在成人高等学校名单中。

## 歷任領導
名誉校长
- 毛泽东（1960年—？）[2][3]

校长
- 刘少奇（1948年—？，中央直属机关业余学校校长）[2]
- 王敬先（？—1960年，中南海机关文化学校校长，中央警卫局副局长兼）[2]
- 汪东兴（1960年—？，中南海机关文化学校校长，中央警卫局局长兼）[2]
- 冯文彬（1981年—1982年，中南海文化补习学校校长，中共中央办公厅第一副主任兼）[3]
- 徐瑞新（1987年—1993年，中南海业余大学校长，中共中央办公厅副主任兼）[3]